# Кукијајо II (Козенца)
Кукијајо II је насеље у Италији у округу Козенца, региону Калабрија.
Према процени из 2011. у насељу је живело 21 становника. Насеље се налази на надморској висини од 298 м.